# 張曼成
張 曼成 （ちょう まんせい、? - 184年）は、中国後漢末期の人物。張角に呼応した黄巾軍の指導者のひとり。
184年、太平道大方（黄巾軍の総司令官）の馬元義が朝廷軍に捕らえられ処刑されると、張曼成は南陽郡で民衆を集め挙兵。同年春3月に南陽太守褚貢を攻め殺した後「神上使」を自称し、宛県城を拠点とした。
しかし、同年夏6月に後任の南陽太守秦頡の軍勢に敗れ、捕らえられて処刑された。
配下の趙弘・韓忠・孫夏らが相次いで指揮を引き継いだもののいずれも討たれ、南陽黄巾軍は消滅した。